# Casey Stengel
Charles Dillon Stengel (Kansas City, Misuri, Estados Unidos, 30 de julio de 1890 - Glendale, California, Estados Unidos, 29 de septiembre de 1975), más conocido como Casey Stengel, fue un beisbolista estadounidense. Jugó seis temporadas para los Brooklyn Dodgers y también formó parte de los Pittsburgh Pirates, Philadelphia Phillies, New York Giants y Boston Braves de las Grandes Ligas de Béisbol. Se desempeñó además como mánager y su mayor logro fue la obtención de siete series mundiales al frente de los New York Yankees, un récord compartido con Joe McCarthy. Fue ingresado al Salón de la Fama del Béisbol en 1966.

## Biografía

### Trayectoria como jugador

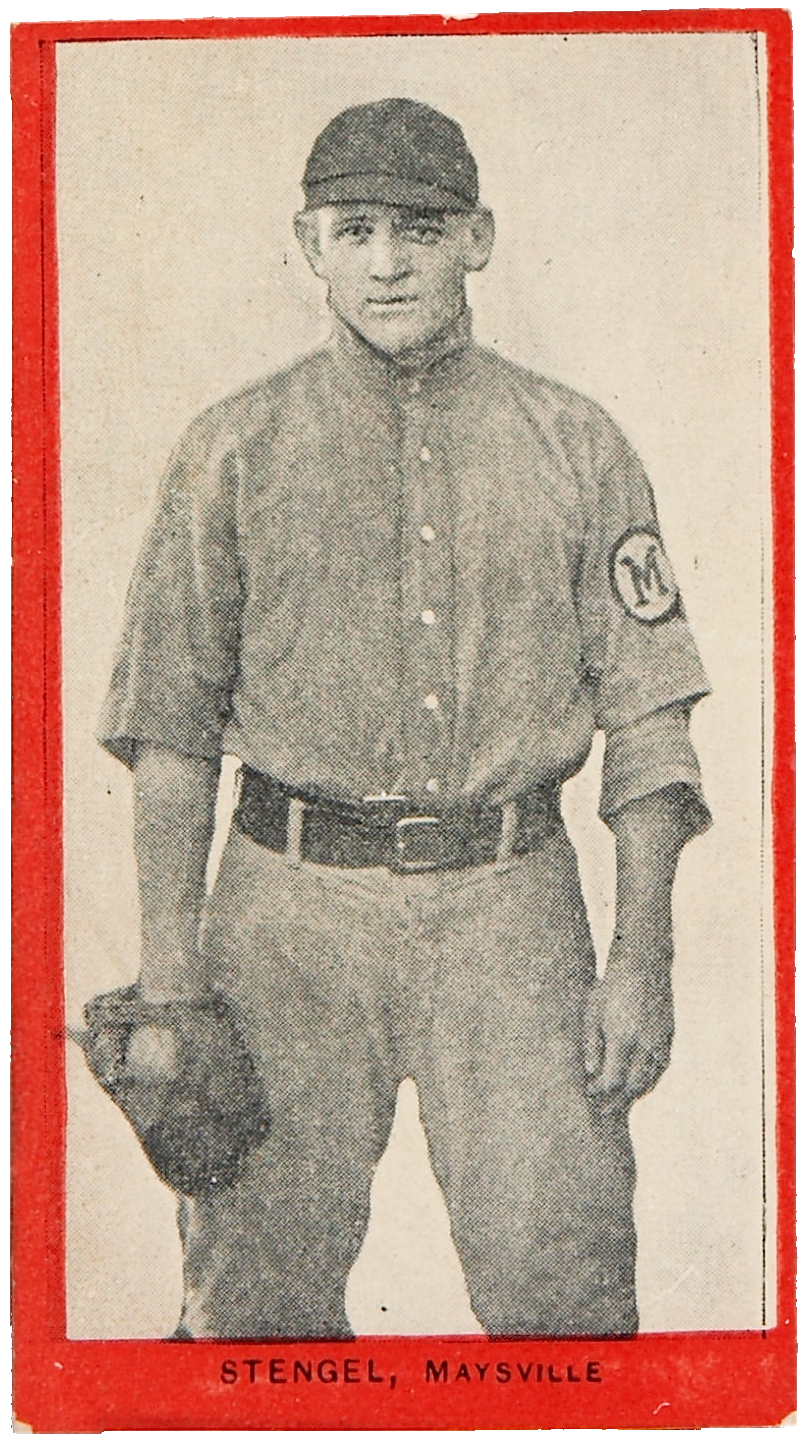
Stengel en 1910.

Nació en la ciudad de Kansas City, Misuri, como el menor de tres hermanos. Durante su juventud practicó el baloncesto, fútbol americano y el béisbol durante la secundaria. Se dice que intentó convertirse en dentista, pero la zurdera le impidió desarrollarse en esta profesión.  Para cuando tenía 19 años se decidió por el béisbol, y tomó por nombre Casey en honor a su ciudad natal, Kansas City, cuyas iniciales son «K.C.», que en el idioma inglés se pronuncia kei-si. En las Ligas Menores no tuvo un buen desempeño al bate, pero destacaba por su pasión por el juego.
Para 1912 fue contratado por los Brooklyn Dodgers con los que debutó con un porcentaje de bateo de ,316. Para 1914 volvió a repetir el mismo porcentaje de bateo y aportó 60 carreras impulsadas; mientras que en 1916 contribuyó con 53 carreras impulsadas para que Brooklyn llegara a la Serie Mundial frente a Boston Red Sox. Pese a que Casey ostentó un porcentaje de bateo de ,364 los Dodgers perdieron la serie.
Para 1918 pasó a las filas de los Pittsburgh Pirates, pero participó en 39 juegos antes de formar parte de la Armada de los Estados Unidos donde también prestó sus servicios como instructor de béisbol. Entre 1920 y 1921 jugó para los Philadelphia Phillies. Ese mismo año de 1921 fue contratado por los New York Giants, y ya en 1922 retornaba a la Serie Mundial ante el rival de la misma ciudad: los Yankees. Esa temporada había tenido el mejor porcentaje de bateo de su carrera con ,368 y en el «clásico de otoño» participó en dos juegos para lograr con los Giants su primer título de Grandes Ligas.
En 1923 volvió a tener un porcentaje de bateo por arriba de ,300 (logró ,339) y nuevamente llegó con los Giants a la Serie Mundial otra vez ante los Yankees, la tercera en su carrera. En esta ocasión participó en los seis juegos de la serie aportando 4 carreras impulsadas y ,417 de porcentaje de bateo pero los Giants perdieron el clásico. Finalizó su carrera con los Boston Braves en 1925.
Aparte de su carrera deportiva, Stengel fue reconocido por su personalidad desenfadada, una que otra broma en el terreno de juego y sus comentarios punzantes, aunque un tanto enredados. Para el caso se cuenta la anécdota de su regreso a Brooklyn formando parte de los Pirates. Abucheado constantemente por sus antiguos fanáticos, guardó un pajarito en su gorra antes de ingresar a la caja de bateo; una vez allí se despojó de la gorra liberando al pajarito para el deleite de la afición. En cuanto a su jerga, sus peculiares comentarios pasaron a conocerse bajo el nombre de Stengelese. Algunos de ellos eran:

«Los buenos lanzadores detienen a los mejores bateadores, y viceversa».
«Que nadie intente cortarme el cuello, lo haré yo mismo después».
«Yo era tan peligroso como bateador, que incluso me daban bases por bolas intencionales en las prácticas de bateo».

Yogi Berra expresó acerca de su sentido del humor: «Te trata siempre de engañar. Pero cuando se propone ser cuerdo lo es. Aunque la mayoría de ocasiones trata de hacerte reír».

### Trayectoria como mánager

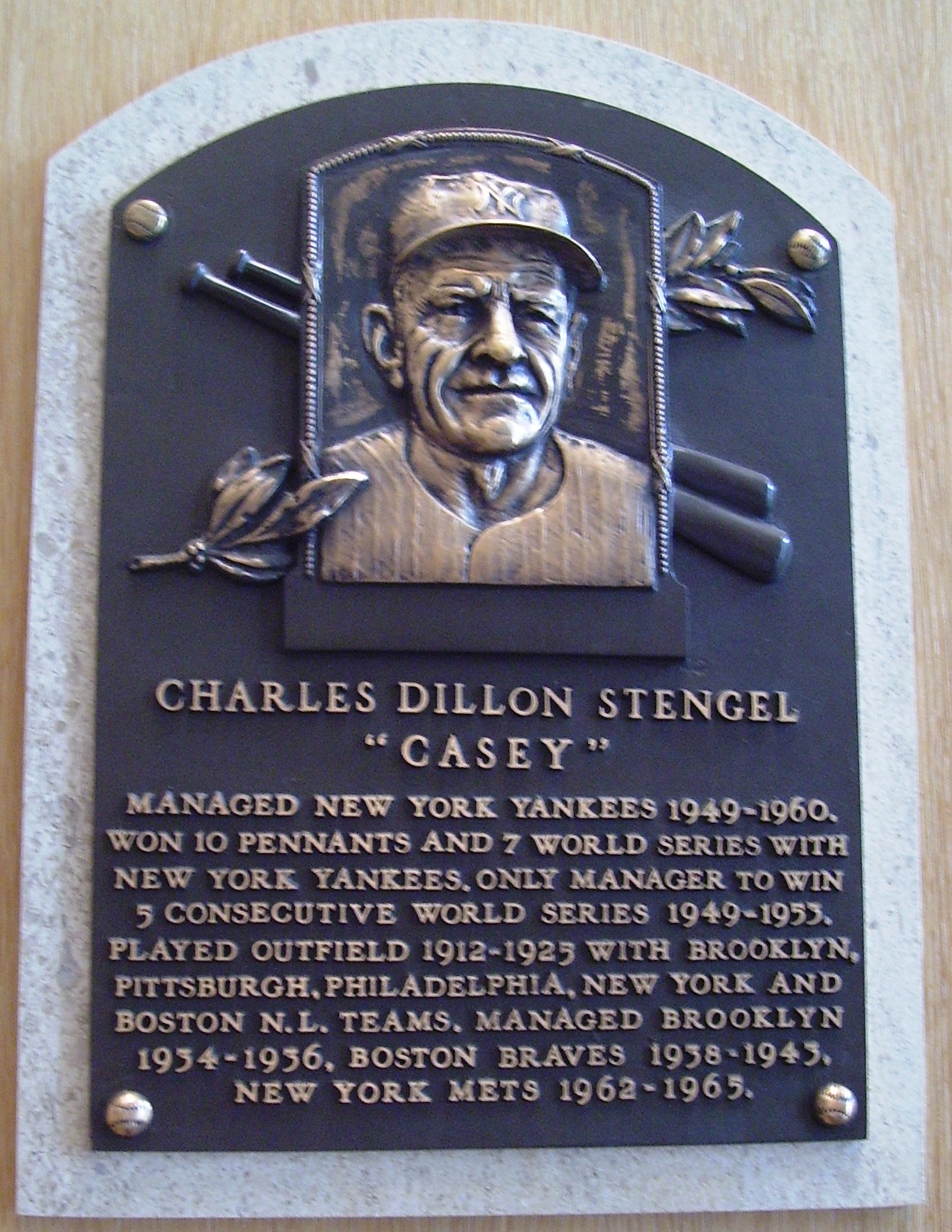
Placa de Casey Stengel en el Salón de la Fama.

Tras su retiro del campo de juego, se incorporó al banquillo como mánager. Después de ganar experiencia en las Ligas Menores, en 1934 tuvo su oportunidad para dirigir a un equipo de las Mayores, específicamente con el equipo con el que debutó como jugador: los Dodgers. Sin embargo, su saldo de victorias y derrotas fue negativo en tres temporadas. En 1938 pasó a los Boston Bees donde obtuvo por primera y única vez más victorias que derrotas esa misma temporada (77-75). Terminó con este equipo en 1943.
Después de otro paso por las Ligas Menores, en 1949 se le presentó la gran oportunidad de dirigir a los Yankees. Ya un año antes había tenido una destacada temporada con los Oakland Oaks en las Menores, pero había quienes dudaban de su capacidad. Al respecto señaló: 

No conseguí el puesto por la amistad. Los Yankees representan una inversión de millones de dólares. Ellos no otorgan empleos como este simplemente porque me gusta tu compañía. Se que puedo hacer reír la gente y algunos de ustedes piensan que soy un maldito tonto, pero conseguí el empleo debido a que la gente de aquí piensa que puedo producir para ellos.

La estadía de Stengel con los Yankees en Nueva York se prolongó por 12 temporadas. Allí logró la marca de más series mundiales ganadas consecutivas en las Mayores con 5, justo desde su primera temporada en 1949 hasta 1953, y dos más en 1956  y 1958 por lo que ostenta la marca de más series mundiales ganadas junto a Joe McCarthy con 7. Cabe anotar que Stengel tuvo bajo su mando a un conjunto de célebres jugadores entre los que se encontraban Yogi Berra, Phil Rizzuto, Joe DiMaggio, Billy Martin, Mickey Mantle, Whitey Ford y Don Larsen, entre otros.
Lo que más caracterizó en la dirección de Stengel fue la combinación de los jugadores en el campo de juego de acuerdo a las circunstancias, por ejemplo utilizar un bateador zurdo contra un lanzador derecho, o viceversa, o poner un receptor en el jardín. Todo esto con el objetivo de procurar una mejor ofensiva, poner en juego a toda la plantilla o dar descanso a uno de los peloteros. Sin embargo, de acuerdo a sus palabras y muy a su estilo, la clave era: «Mantener separados a los cinco peloteros que te detestan, de los cinco que no están muy convencidos de ello».
Al frente de los Yankees, Stengel dejó las estadísticas de más juegos ganados en series mundiales con 37 para un mánager, y dentro de la institución es el tercero con más triunfos con 1149. Su última temporada fue en 1960, y a partir de 1962 dirigió a los New York Mets con 71 años de edad. La suerte con este equipo fue totalmente diferente a como había sido con los Yankees ya que no logró un balance positivo de triunfos y derrotas en todas las cuatro temporadas que estuvo allí. Lejos de perjudicarle, se dice que el público no dejaba de asistir a los encuentros, siendo Stengel y sus ocurrencias la principal atracción. Para el  caso aseveró acerca del equipo: «Venid a ver a mis increíbles Mets, donde algunos peloteros ni siquiera han jugado béisbol semi profesional».  Tan certeras fueron sus palabras que de allí en adelante el equipo ha sido conocido en el mundo del béisbol de las Mayores como los «Increíbles Mets».
Stengel se retiró del béisbol en 1965 a los 75 años, tras sufrir una fractura en la cadera al caerse de la banqueta de un bar. Fue ingresado al Salón de la Fama en 1966, por lo que se pasó por alto el lapso de cinco años tras el retiro del béisbol para optar al ingreso. Acerca de él, Sparky Anderson dijo: «Casey [Stengel] sabía lo que hacía. El aparentaba que hacía tonterías. Pero se sabía todos los trucos del béisbol, y otros que aún desconocemos». Murió de cáncer linfático a la edad de 85 años. Fue enterrado en el Forest Lawn Memorial Park en Glendale (California).
Como mánager, Stengel portó el número «37» en su uniforme con los Yankees y Mets, por lo que ambas instituciones lo retiraron en  honor a su trayectoria.

## Estadísticas

### Como jugador
Estadísticas a la ofensiva de Casey Stengel en las Grandes Ligas.
| Jugador       | Equipo (s)              | JJ   | VB   | CA  | H    | 2B  | 3B | HR | RBI | BB  | K   | BR  | OR | AVG  |
| Casey Stengel | BRO, PIT, PHI, NYG, BSN | 1277 | 4288 | 575 | 1219 | 182 | 89 | 60 | 535 | 437 | 453 | 131 | 60 | ,284 |

JJ: Juegos jugados, VB: Veces al bate, CA: Carreras anotadas, H: Hits, 2B: Dobles, 3B: Triples, HR: Home runs, RBI: Carreras empujadas, BB: Bases por bolas, K: Ponches, BR: Bases robadas, OR: Outs robando, AVG: Porcentaje de bateo

### Como mánager
Estadísticas como mánager de Casey Stengel en las Grandes Ligas.
| Equipo      | Temporadas | JG   | JP   | PCT  |
| ----------- | ---------- | ---- | ---- | ---- |
| Dodgers     | 3          | 208  | 251  | ,453 |
| Bees/Braves | 6          | 373  | 491  | ,432 |
| Yankees     | 12         | 1149 | 696  | ,623 |
| Mets        | 4          | 175  | 404  | ,302 |
| Total       | 25         | 1905 | 1842 | ,508 |

## Palmarés

### Como jugador
New York Giants
- 1 vez ganador de la Serie Mundial: 1922.[8]
- 2 veces campeón de la Liga Nacional: 1922 y 1923.[1]

Brooklyn Dodgers
- 1 vez campeón de la Liga Nacional: 1916.[5]

### Como mánager
New York Yankees
- 7 veces ganador de Series Mundiales: 1949, 1950, 1951, 1952, 1953, 1956 y 1958.[14]
- 10 veces campeón de la Liga Americana: 1949, 1950, 1951, 1952, 1953, 1955, 1956, 1957, 1958 y 1960.[14]